# Kaniner

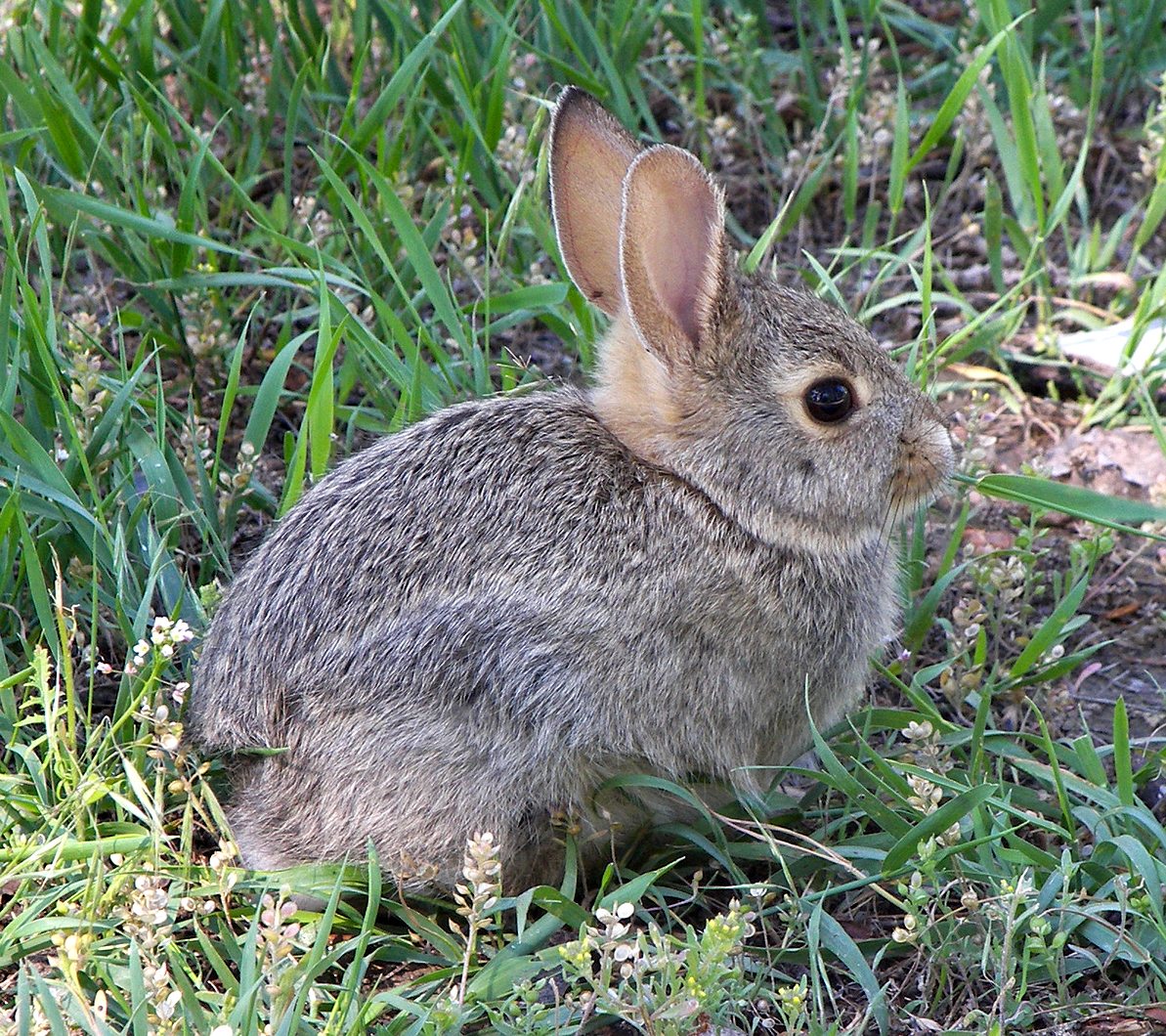
En kanin.

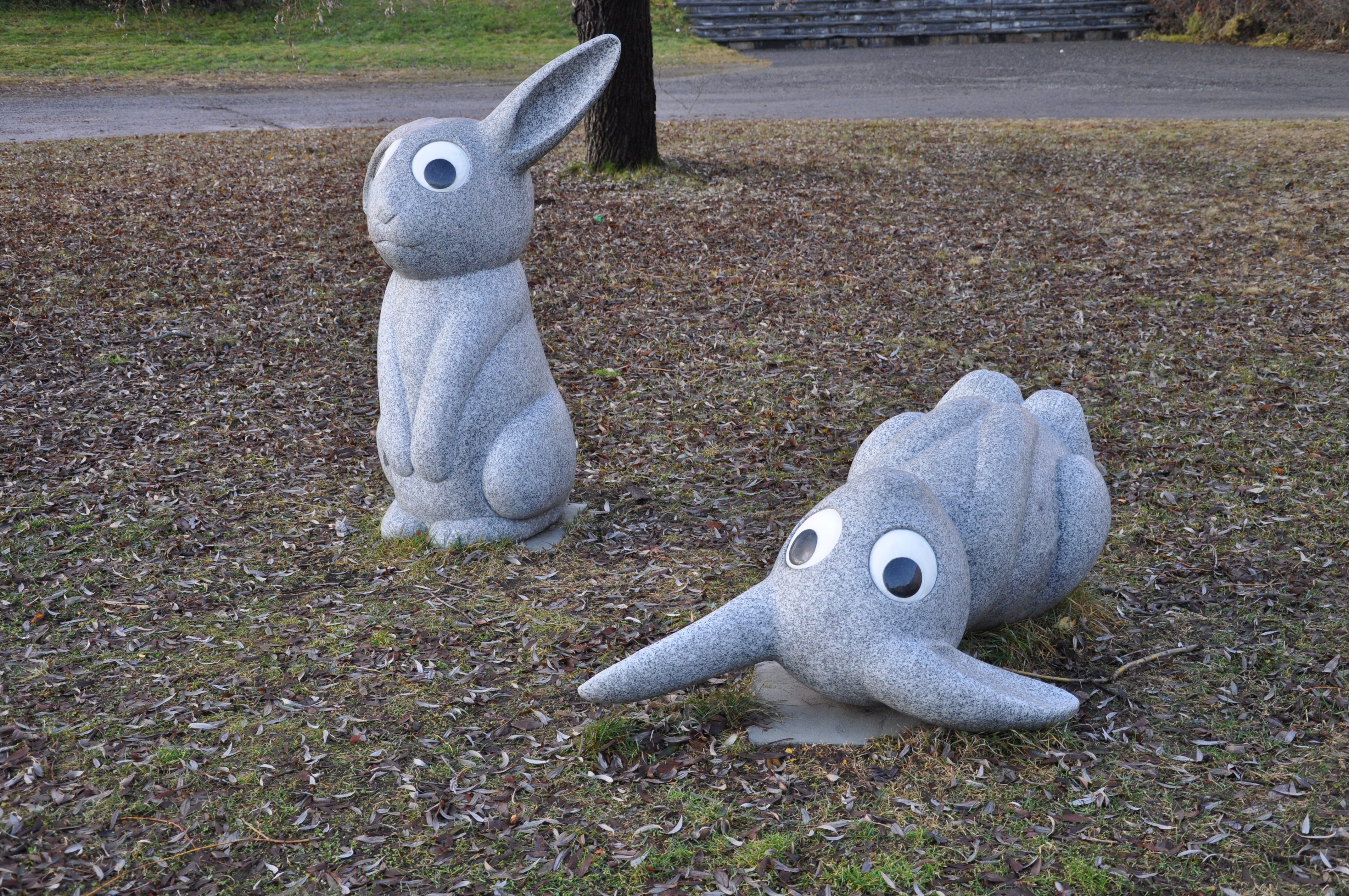
Kaninskulptur utanför Skellefteå museum av Marianne Lindberg De Geer.

Kaniner är ett samlingsnamn för vissa arter och släkten i familjen harar och kaniner (Leporidae). De bildar ingen enhetlig taxonomisk grupp och är inte nödvändigtvis närmare släkt med varandra än med andra arter inom familjen. Harar och kaniner är släkt med ordningen gnagarna, men placeras i den egna ordningen hardjur (Lagomorpha) och tillsammans utgör de kladen Glires. Arten europeisk kanin (Oryctolagus cuniculus) kallas ofta i vardagligt tal bara för kanin eller vildkanin.
Vilda kaniner är främst nattaktiva växtätare och många arter lever i kolonier. Många arter gräver hålrum i marken som används som bon, men inte alla. Vissa använder istället bon som grävts av andra djur. Som alla hardjur är de koprofager. Den viktigaste födan för tamkaninen är grovfoder, till exempel hö eller gräs.
Tamkaninen härstammar från vilda kaniner i västra Europa och norra Afrika. De hålls som nyttodjur för köttets och pälsens skull, men även som sällskapsdjur. Det finns även kaninraser för hopptävlingar och för utställningssyfte.
Vildkaniner kan utgöra problem som skadedjur, bland annat i Australien. Efter att engelsmännen släppte ut kaniner i landet började de snabbt föröka sig och äta upp delar av skördarna.
Kaniner i vilt tillstånd brukar sällan bli över två år gamla. Som husdjur blir de vanligtvis runt 8-10 år men kan bli upp emot 12 år gamla.

## I populärkulturen
- Judy Hopps i Zootropolis
- Den vita kaninen i Alice i Underlandet
- ”Kanin” i Nalle Puh
- Hermelinkaninen Nino
- Stampe i Bambi
- Roger Rabbit
- Herr Morris i Brandy & herr Morris
- Den långa flykten av Richard Adams
- Lille Skutt i Bamse
- Den mordiska kaninen utanför Caerbannogs grotta i Monty Pythons galna värld